# 楊思誠
楊思誠（1906年—1963年）。山西省陵川縣人。民國37年（1948年）在山西省第一選區當選第一屆立法委員

## 生平[1]
1922年高小畢業，即考入太原進山中學。1926年畢業後，品學兼優，任晉綏軍獨立第五旅書記，掌管文書工作。時過半年，辭職東渡，入日本東京慶應大學經濟系讀書。兩年後，入蒙藏委員會北平辦事處。半年後轉任國民革命軍第三集團軍政務組組員。1932年，出任太原綏靖公署主任辦公室秘書。1938年擢任為太原綏靖公署建設委員會設計處主任、糧股處長、山西省軍糧局局長。1945年抗日戰爭勝利後，任閻錫山部軍需處長。1948年當選立法委員，曾出席第一屆立法院第一會期預算委員會(召集委員)、國防委員會、財政及金融委員會。1949年4月解放軍進駐太原，入山西公學學習，後到京任財政部專員，并出任山西省政協委員。1958年，奉調山西省機械工業廳財務處副處長，後因心臟病醫治無效，逝世於太原。